# Ulica Dmitrievskogo (metropolitana di Mosca)
Ulica Dmitrievskogo (in russo: Улица Дмитриевского) è una stazione della metropolitana di Mosca posta sulla linea 15.
Inaugurata il 3 giugno 2019, la stazione serve il quartiere di Kosino-Uchtomskij, alla periferia est di Mosca.

## Galleria d'immagini

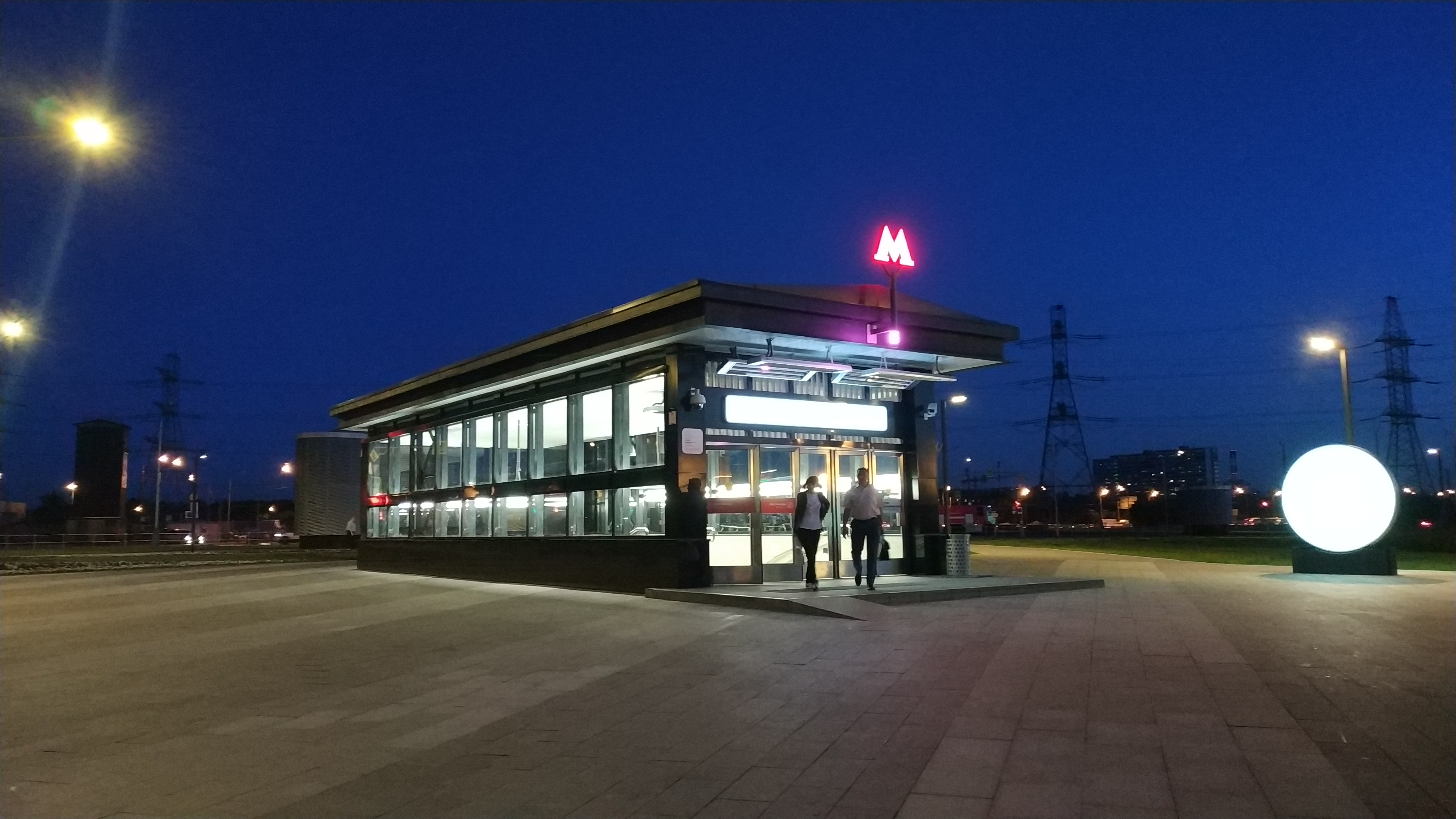
Entrata della stazione